# Tsiroanomandidy
Tsiroanomandidy es una ciudad en la provincia de Antananarivo, Madagascar. Se encuentra a unos 210 kilómetros al oeste de la capital Antananarivo.
Tsiroanomandidy es la capital de la región de Bongolava, en la provincia de Antananarivo.
Tiene una población de 25.391 habitantes (estimado en 2005)